# Der Mauretanier
Der Mauretanier (Originaltitel: The Mauritanian; vormals Prisoner 760) ist ein amerikanisch-britischer Thriller des Regisseurs Kevin Macdonald, der am 12. Februar 2021 in den USA in den Kinos anlief. Er kam am 24. Juni 2021 in die deutschen Kinos. Der Film basiert auf dem Guantanamo-Tagebuch von Mohamedou Ould Slahi.

## Handlung
Mohamedou wird nach den Terroranschlägen vom 11. September 2001 in Mauretanien festgenommen und ohne formelle Anklage ins Internierungslager der Guantanamo Bay Naval Base verschleppt. Man wirft Mohamedou eine Zusammenarbeit mit den Attentätern vor. Doch dem Chefankläger Stuart Couch kommen Zweifel an Mohamedous Schuld. Nancy Hollander wird Mohamedous Rechtsanwältin und begreift, wie Mohamedou im Internierungslager behandelt wurde und dass seine Geständnisse durch Folter erzwungen wurden.

## Biografisches
Der Film basiert auf dem Guantanamo-Tagebuch von Mohamedou Ould Slahi, das dieser aus dem Gefängnis von Guantanamo heraus veröffentlichte. Dieses wurde in viele Sprachen übersetzt. Kurz nach den Anschlägen vom 11. September 2001 wandte sich Slahi am 20. November 2001 an die mauretanischen Behörden, um Fragen zum Millennium-Komplott zu stellen. Er wurde sieben Tage lang festgehalten und von mauretanischen Beamten und Agenten des US-amerikanischen Federal Bureau of Investigation (FBI) befragt. Dann brachte ihn die CIA in einem jordanischen Gefängnis unter, wo er acht Monate lang festgehalten und nach Slahis Aussage von den Jordaniern gefoltert wurde. Nachdem er nach Afghanistan geflogen und zwei Wochen lang festgehalten worden war, wurde er am 4. August 2002 in Militärhaft und in das Internierungslager Guantánamo Bay auf Kuba gebracht, wo er auch gefoltert und somit zu einem Geständnis gebracht wurde. Nach sieben Jahren Haft wurde er nach einem Prozess freigesprochen. Doch nachdem die US-Regierung Berufung eingelegt hatte, musste Slahi weitere sieben Jahre, bis Oktober 2016, dort bleiben und wurde im Anschluss zurück in sein Heimatland Mauretanien gebracht.

## Produktion

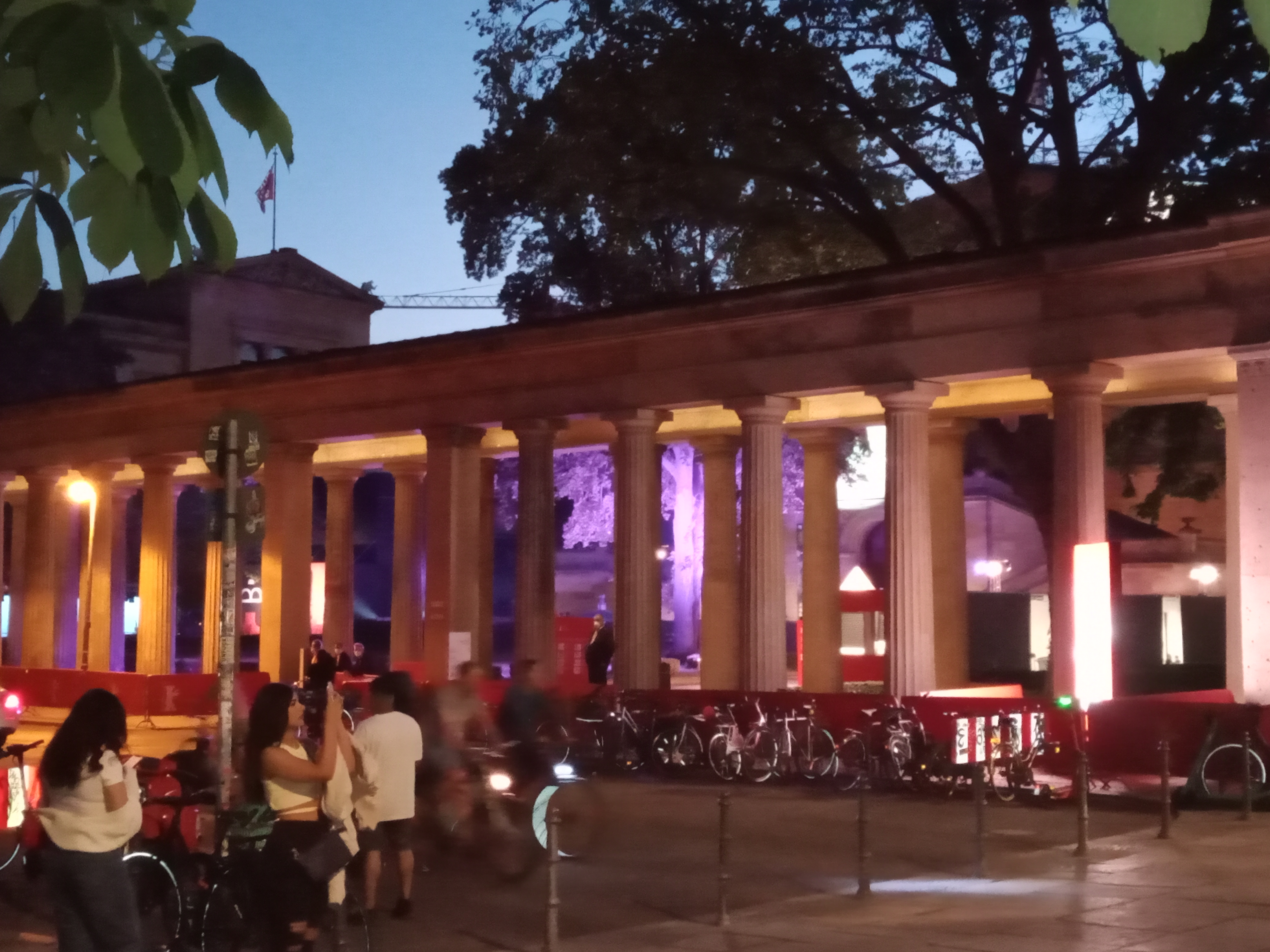
Am 9. Juni 2021 wurde der Film im Rahmen der Eröffnung des Berlinale Summer Special gezeigt

Der Film wurde im November 2019 angekündigt. Kevin Macdonald wurde als Regisseur verpflichtet. Slahis Memoiren Guantanamo Diary wurden von Michael Bronner für den Film adaptiert. Im Abspann erklärt der Film, dass von den 779 in Guantanamo Bay inhaftierten Gefangenen nur acht verurteilt wurden, wobei die Verfahren gegen drei in Berufungsverfahren aufgehoben wurden.
Tahar Rahim spielt im Film Mohamedou Ould Slahi. Benedict Cumberbatch übernahm die Rolle von Oberstleutnant Stuart Couch, Jodie Foster spielt die Anwältin Nancy Hollander. Shailene Woodley spielt deren Mitarbeiterin Teri Duncan.
Die Dreharbeiten begannen am 2. Dezember 2019 in Südafrika. Weitere Aufnahmen entstanden in Mauretanien, dem Geburtsland von Slahi. Die Dreharbeiten wurden Mitte Februar 2020 beendet. Als Kameramann fungierte Alwin H. Küchler.
Die Filmmusik komponierte Tom Hodge. Das Soundtrack-Album mit insgesamt 34 Musikstücken wurde am 12. Februar 2021 von Sony Classical als Download veröffentlicht.
Der erste Trailer wurde Anfang Dezember 2020 vorgestellt. Am 12. Februar 2021 lief der Film in den US-Kinos an. Aufgrund der Kinoschließungen im Zuge der COVID-19-Pandemie erfolgte der Kinostart in Deutschland erst am 24. Juni 2021. Im Juni 2021 wurde der Film beim Summer Special der Internationalen Filmfestspiele Berlin im Rahmen der Berlinale Special Gala aufgeführt.

## Deutsche Synchronfassung
Die deutsche Synchronbearbeitung entstand bei der Iyuno Germany in Berlin. Masen Abou-Dakn schrieb das Dialogbuch und führte Dialogregie.
| Rolle                   | Darsteller           | Deutscher Sprecher |
| ----------------------- | -------------------- | ------------------ |
| Mohamedou Ould Slahi    | Tahar Rahim          | Karim El Kammouchi |
| Nancy Hollander         | Jodie Foster         | Hansi Jochmann     |
| Stuart Couch            | Benedict Cumberbatch | Sascha Rotermund   |
| Teri Duncan             | Shailene Woodley     | Tanya Kahana       |
| Neil Buckland           | Zachary Levi         | Till Endemann      |
| Colonel Bill Seidel     | Corey Johnson        | Tim Moeseritz      |
| General Geoffrey Mandel | Matthew Marsh        | Hans Bayer         |
| Sergeant Sands          | Langley Kirkwood     | Johannes Berenz    |
| Kent                    | David Fynn           | Roland Wolf        |
| Arjun                   | Saamer Usmani        | Florian Clyde      |
| Richter Robertson       | Andre Jacobs         | Axel Lutter        |

## Rezeption

### Altersfreigabe und Kritiken
In den USA erhielt der Film von der MPA ein R-Rating, was einer Freigabe ab 17 Jahren entspricht. In Deutschland wurde der Film von der FSK ab 12 Jahren freigegeben.
Der Film wurde bislang von 75 Prozent aller bei Rotten Tomatoes erfassten Kritiker positiv bewertet.
Peter Debruge von Variety bemerkt, The Mauritanian lasse von Anfang an viel Raum für Skepsis des Publikums gegenüber Mohamedou Ould Slahi. Im Laufe der Zeit gewinne die Geschichte an Dynamik und werde am Ende spannend. In harten US-amerikanischen Fernsehserien verwendeten Charaktere wie Jack Bauer extreme Taktiken, um schnell Informationen zu erhalten, doch genau das zeige Kevin Macdonald hier nicht, wenn er vom Waterboarding bis hin zum erzwungenen Geschlechtsverkehr berichte, um die Gefangenen zu brechen, hierdurch aber auch gleichzeitig das Vertrauen des Zuschauers in das System zerstöre.
Michael Meyns von der Gilde deutscher Filmkunsttheater erklärt, ein klassisches Gerichtsdrama sei The Mauritanian nicht, sondern schildere in oft schwer zu ertragender Unmittelbarkeit die langen Jahre, die Slahi hinter Gittern, in wechselnden amerikanischen Gefängnissen, unter vielfältigen Foltermethoden erleiden musste. Zumindest in Tahar Rahims Darstellung bewahre Slahi dabei schier unmenschliche Würde und die Hoffnung auf das Gute im amerikanischen Rechtssystem. So überzeuge Kevin Macdonalds eindringliches Drama vor allem als Fanal über die moralischen Abgründe, in die auch eine Supermacht abdriften kann.
Laut Katja Nicodemus vom Norddeutschen Rundfunk geht es in dem Film Der Mauretanier um die Prozesse, die dem eigentlichen Prozess vorangehen. Und dieser Prozess sei letztlich nur eine Beweisprüfung. Sie bezeichnete den Film vor diesem Hintergrund als „gemächlich inszenierter Justizfilm“, in dem sich die Protagonistin Jodie Foster und ihr Gegenspieler Benedict Cumberbatch langsam zum Zentrum der juristischen Lage vorarbeiten. Was sie dabei entdecken, ist „horrend“, denn sie fördern Misshandlungen, Folter sowie physische und psychische Erniedrigungen zutage.
Für Magdalena Miedl vom ORF handelt es sich bei dem Film um einen Politthriller: „Es sind die absurden Details, die den Film lebendig machen, etwa dass neben dem Lager eine McDonald’s-Filiale steht, dass der Flughafen der Marinebasis einen Geschenkeshop mit Gefängnis-Merchandise hat, oder dass im Internierungslager zwar das Misshandeln von Leguanen unter Strafe steht, aber offenbar nicht das Foltern von Häftlingen.“ Die zentrale und bittere Erkenntnis des Filmes ist laut Miedl mit Blick auf das Gefangenenlager Guantanamo Bay, dass „das Internierungslager nicht auf US-Boden errichtet wurde, um die Gefangenen möglichst weit weg unterzubringen, sondern vielmehr in einem de facto rechtsfreien Raum, um die Folterer vor den Konsequenzen ihrer Verbrechen zu schützen […]“ Der Mauretanier sei ein Film, der fassungslos mache, wie unmoralisch sich ein Staat verhalte, der sich die Demokratie an die Fahnen geheftet habe. Zugleich sei er aber auch die Erzählung von der Widerstandskraft eines Menschen, der unter teils entsetzlichsten Umständen inhaftiert war und trotz allem seine Fähigkeit zur Lebensfreude bewahrt habe.

### Auszeichnungen
Europäischer Filmpreis 2021
- Der Film wurde in die Auswahlliste zur Vorauswahl der Nominierungen aufgenommen.[22]
- Nominierung als Bester Darsteller (Tahar Rahim)

Artios Awards 2021
- Nominierung in der Kategorie Independent-Film – Drama[23]

British Academy Film Awards 2021
- Nominierung als Bester Film
- Nominierung als Bester britischer Film
- Nominierung für das Beste adaptierte Drehbuch (Rory Haines, Sohrab Noshirvani und M.B. Traven)
- Nominierung als Bester Hauptdarsteller (Tahar Rahim)
- Nominierung für die Beste Kamera (Alwin H. Küchler)[24]

Golden Globe Awards 2021
- Auszeichnung als Beste Nebendarstellerin (Jodie Foster)[25]
- Nominierung als Bester Hauptdarsteller (Tahar Rahim)

AARP Movies for Grownups Award 2021
- Auszeichnung als Beste Nebendarstellerin (Jodie Foster)[26]

Women Film Critics Circle (WFCC) 2021
- Nominierung als Bester Hauptdarsteller (Tahar Rahim)
- Nominierung als Best Female Action Hero (Jodie Foster)[27]

London Critics’ Circle Film Awards 2021
- Nominierung als Bester Film
- Nominierung für die Beste Regie (Kevin Macdonald)
- Nominierung als Bester Hauptdarsteller (Tahar Rahim)[28]

Heartland Film Festival
- Auszeichnung als Truly Moving Picture Award für Beste Regie (Kevin Macdonald)[29][30]

Glasgow Film Festival 2021
- Nominierung für den Audience Award[31][32]

Palić European Film Festival 2021
- Nominierung für den Golden Tower[33][34]